# Colobra de ferradura

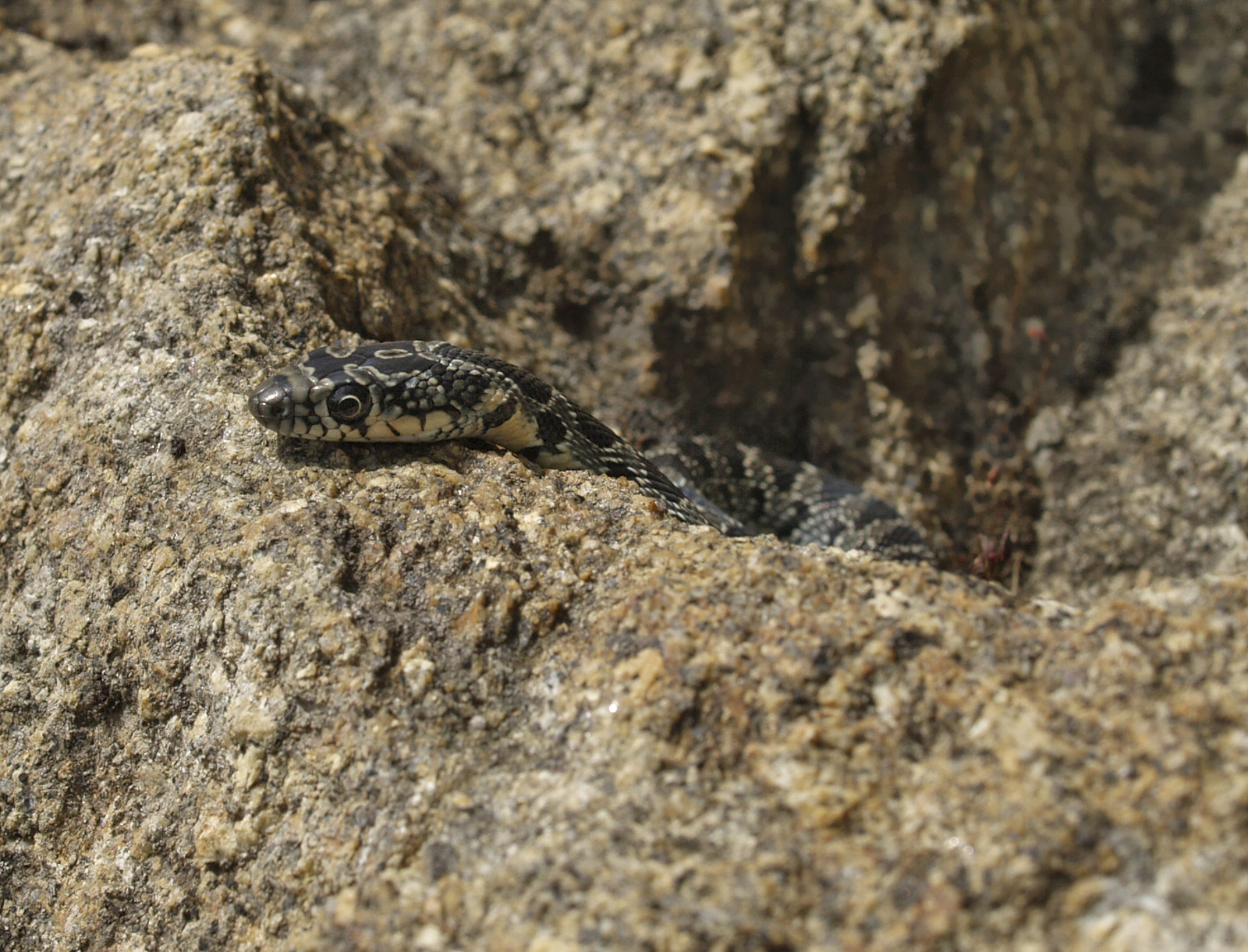
Cap de la colobra de ferradura

La colobra de ferradura o serp de ferradura (Hemorrhois hippocrepis, abans Coluber hippocrepis) és uns espècie de serp de la família dels colúbrids.

## Distribució i hàbitat
Aquesta serp es troba als països del Magrib (Algèria, Marroc i Tunísia), així com al sud-oest d'Europa (França, Itàlia, Portugal i Espanya) en localitzacions puntuals.
Els hàbitats naturals de la colobra de ferradura són les zones de muntanya amb roques i els erms secs amb arboços i matolls.

## Morfologia i costums
És una serp que té com a característica unes plaques sota els ulls. El dors és de color fosc i alguns individus són quasi negres. El color de fons està cobert de taques petites groguenques formant dibuixos regulars. Té unes línies al cap a prop dels ulls i duu un dibuix sobre el crani amb forma de ferradura. Aquesta darrera dona el nom a l'espècie.
Els exemplars adults poden arribar a una talla màxima de 175 cm.
Els joves mengen llangardaixos, mentre que els adults mengen ocells i ratolins.
La colobra de ferradura s'excita fàcilment, mossega amb ràbia quan es veu provocada. Tot i així, no és una espècie verinosa.